# ФК Апоел Тел Авив
ФК „Апоел" (Тел Авив) е израелски футболен клуб, основан в Тел Авив. Клубът понастоящем се състезава в израелската лига и играе своите мачове на стадион „Блумфийлд“. До 2011 г. клубът е спечелил тринадесет първенства, което го прави втория в страната най-успешен клуб след градския съперник „Макаби Тел Авив“. През 1967 г. става първият клуб, който печели Купата на Азия.

## Преди незавимистостта на Израел
„Апоел Тел Авив“ първоначално е създаден през 1923 г., но скоро след това е разформирован. Клубът е образуван отново през 1925 г., а след това за трети път през май 1926 г. През 1927 г. клубът се слива с „Аленби“ ФК. „Апоел Тел Авив“ е част от спортната асоциация „Апоел“, която е свързана с профсъюза Хистадрут, и привържениците на клуба често са сочени като комунисти.
През 1928 г. клубът достига до финал за Купата на Палестина (първият признат финал от Израелската футболна асоциация). Въпреки че побеждава „Макаби Хасмонеан Ерусалим“ с 2 – 0, „Апоел“ излиза на терена с играч с нередовни документи, в резултат на което резултатът е отменен и купата е поделена между двата отбора.

## Успехи
Национални
- Висша лига на Израел
  -  Шампион (13): 1934, 1935, 1938, 1940, 1943, 1956/57, 1965/66, 1968/69, 1980/81, 1985/86, 1987/88, 1999/00, 2009/10
- Купа на Израел
  -  Носител (15): 1928, 1934, 1937, 1938, 1939, 1961, 1972, 1983, 1999, 2000, 2006, 2007, 2010, 2011, 2012
- Купа на израелската лига (Купа Тото)
  -  Носител (1): 2002
- Суперкупа на Израел:
  -  Носител (5): 1957, 1966, 1969, 1970, 1981
  -  Финалист (3): 1983, 1986, 1988

Международни
- Шампионска лига на АФК
  -  Носител (1): 1967

## Български футболисти
- Георги Славков: 1988/91
- Красимир Безински: 1994 (пролет) - (11 мача - 2 гола)
- Елин Топузаков: 2008/09 - (43 мача - 1 гол)
- Димитър Телкийски: 2008/09 - (49 мача - 10 гола)